# Al-Hardana (Aleppo)
Al-Hardana (arab. الحردانة) – wieś w Syrii, w muhafazie Aleppo. W 2004 roku liczyła 546 mieszkańców.